# Cerro Calzada
Cerro Calzada är ett berg i Bolivia.   Det ligger i departementet La Paz, i den västra delen av landet, 500 km nordväst om huvudstaden Sucre. Toppen på Cerro Calzada är 4 780 meter över havet.
Terrängen runt Cerro Calzada är kuperad åt sydväst, men åt nordost är den bergig. Runt Cerro Calzada är det glesbefolkat, med 18 invånare per kvadratkilometer.. 
Trakten runt Cerro Calzada består i huvudsak av gräsmarker.